# Mixklatring
Mixklatring er en underdisciplin af isklatring og kan beskrives som blandet klatring, der foregår på både klippe og is samtidigt. Man benytter steigeisen (en slags pigsko) og isøkser på klippe, fordi det ikke er praktisk muligt at tage af og på i løbet af en bestigning. 
Denne form for klatring anvendes ofte under bjergbestigning på højalpine bjergtinder, men har også udviklet sig til en selvstændig sportsgren der for det meste udøves på mindre klippeformationer om vinteren. Rjukan i Norge, Canmore i Canada og Kandersteg i Schweiz er velkendte områder hvor denne sport udøves.